# 児玉氏
児玉氏（こだまし）は、日本の氏族の一つ。発祥地は武蔵国児玉郡で出自は有道氏。武蔵国で割拠した武蔵七党の一つ、児玉党の中でも中心的な旗頭である。

## 児玉氏祖について
児玉党の氏族に関連した系図は複数あり、児玉氏の祖を遠岩に求めるものも複数あるが、遠岩は、西日本に移住した児玉氏達が後世に創作した、系図上にのみ存在する氏祖と考えられており、実質的な氏祖は惟行である。その真の父は有道惟能と研究者の間では考えられている。なお、関東に残る系図で児玉氏祖を遠岩に求める物はなく、西日本の特色である。

## 児玉氏の本宗家
児玉氏の嫡流は多くの氏族（支族）に分かれていった。特に直系の嫡流、児玉氏の本宗家4代目である家弘は、現在の児玉から本庄の地に土着し、庄氏を名乗った。源平合戦時の児玉党の党首も本庄の出（庄氏）である。従って、その後も児玉氏を称している一族は全て分家格に当たり、実質的に庄氏の後を継いで本宗家となった本庄氏が児玉氏にとっての本宗家格に当たる。なお児玉家行（児玉氏の本宗家3代目）の次男は塩谷氏を名乗り、三男は富田氏を名乗った。
児玉氏に関連する文書に、所領として、「児玉郡池屋」とあり、『新編武蔵風土記稿』の金屋村の項に、「池ノ谷」の字名がある事から、おそらく児玉郡の金屋村（大字金屋の字池ノ谷）を児玉氏（の分家）は本貫地としていたものと見られている（本宗家の方は河内守と記述されている為、児玉郡の河内村か）。
分家である児玉氏の一族は、戦国時代になると、武蔵国北東部から勢力を拡大してきた成田氏によって滅ぼされる事となる。厳密には伝承で、成田親泰が児玉重行を殺害し、その所領を奪い、延徳3年（1491年）に忍城を築いたとされる。ただ築城年に関しては別説があり、近年ではそちらの方が有力視されている。児玉氏が忍の領地を所領する様になったのは11世紀末からであり、その支配が15世紀末に終わった事を示している。

## 安芸児玉氏
有道氏の族で、武蔵七党での有力な一族である児玉氏を先祖とし、1221年（承久3年）の承久の乱で戦功を挙げ、安芸国豊田郡竹仁村の地頭職を与えられた。文永・弘安の役において、武蔵国より一族が下向して、在地領主となった。
南北朝時代には足利直冬に属するも、後に大内氏側に転じ、後に毛利時親に従って安芸国に下向して、譜代重臣として仕えた。
戦国時代となり、毛利元就が当主の頃には、児玉就忠が元就の側近として、桂就忠とともに奉行人となった。1550年（天文19年）には、新たに当主となった毛利隆元の行政組織・五奉行制にも参画した。また就忠弟の児玉就方やその子の児玉就英は水軍の将として活躍し、毛利水軍の創設と発展に尽力した。また、一族の児玉元良の娘小督は毛利輝元の側室となり、毛利秀就、毛利就隆ら二男一女を産んだ。

### 徳山藩士児玉家
関ヶ原後に毛利氏が防長二国に減封されたことで児玉家も不幸に見舞われ、毛利家で300石を食んでいた児玉元忠は浪人を余儀なくされた。元忠が死去した後は弟の就忠が継いだ。就忠は寛永8年に外戚の桂に改姓して、萩藩毛利宗家の支藩である徳山藩毛利家に150石の家禄で仕えることになった。児玉姓を桂姓に変えたのは、藩祖就隆の生母と就忠は血縁浅からぬので児玉姓を名乗って仕えることを遠慮したのではないかと指摘される。就隆の子忠頼は元禄15年（1703年）2月22日に命により児玉姓に復した。家禄は忠顕の代に100石に減じられ、その子忠知が用人となったことで一時150石に復すも、明和2年（1765年）に100石に減じられた。
忠知の孫忠清には男子がなかったので、河田一右衛門政直（80石）の長男半次郎忠碩が忠清の娘元子と結婚して婿養子として児玉家を継いだ。この忠碩が児玉源太郎陸軍大将の父である。
後嗣が元服していない状態で戸主が死ぬと家禄を没収されることから、忠碩は実子の百合若（児玉源太郎の幼名）を儲けながらも児玉次郎彦忠柄（浅見栄三郎正欽の次男）を養子にとった。この忠柄は兄浅見安之丞正虔とともに幕末の勤皇志士であったが、俗論派（幕府恭順派）が萩藩や徳山藩内で一時的に権力を握った際に処刑された。そのため明治21年5月5日に勤王の功を賞されて靖国神社に祀られ、明治31年7月4日には従四位が追贈されている。この時に児玉家は一時取り潰されたが、まもなく俗論派は失脚して正義派（対幕府強硬派）が政権を握ったため、源太郎を当主とした児玉家のお家再興が許された。

### 児玉源太郎伯爵家
児玉源太郎は、徳山藩士として戊辰戦争に従軍して功を挙げた後、明治4年に陸軍に入隊し、西南戦争では熊本鎮台幕僚参謀副長として熊本城防衛に功をあげた。その後、東京鎮台第2連隊長を経て、明治18年（1885年）に参謀本部管東局長に就任したことで中央入り。明治20年（1887年）に陸軍大学校長としてお雇い外国人のドイツ軍人クレメンス・ヴィルヘルム・ヤーコプ・メッケル少佐とともに近代軍制整備に尽力。ヨーロッパ視察後の明治25年（1892年）に陸軍次官兼軍務局長に就任し、日清戦争では大本営陸軍参謀となり、指揮にあたった。その戦功により明治28年（1895年）8月20日に華族の男爵に列せられた。明治31年（1898年）には台湾総督に就任し、明治39年（1906年）まで在任した。この間の第4次伊藤内閣では陸軍大臣、第1次桂内閣では内務大臣・文部大臣を務めた。明治36年（1903年）には参謀次長、明治37年（1904年）には陸軍大将に昇った。日露戦争には満州軍総参謀長として出征して大功があり、戦後の明治39年（1906年）に参謀総長となるとともに同年4月11日には台湾統治の功で子爵に陞爵。同年7月24日に死去。軍略、政略に優れ、知将として名高い人物だった。
同年8月22日に長男の秀雄が爵位と家督を相続。秀雄は明治40年（1907年）10月に父の日露戦争の功により伯爵に陞爵した。秀雄は大蔵省に入省し、寺内内閣で内閣書記官長を務めた。賞勲局総裁や朝鮮総督府政務総監などを経て岡田内閣に拓務大臣、林内閣に逓信大臣、米内内閣に内務大臣、小磯内閣に文部大臣として入閣した。彼の代に児玉伯爵家の住居は東京市牛込区市谷薬王寺町にあった。
秀雄は男子がなく、広幡忠朝侯爵の三男忠康が秀雄の娘貞子と結婚して婿養子に入って相続。長男健がその跡を継いだ。平成前期の児玉貞子の住居は東京都新宿区市谷薬王寺町にあった。

### 系譜

#### 鎌倉時代から戦国時代末期
```
 
児玉遠岩

　　┃
 　
惟行

　　┣━━┳━━━━━━━━━━━━━┳━━━━━━━━━━━━━┓
 　
弘行
　
経行
(経行系始祖)　　　　　　
貞行
(貞行系始祖)　　　　　　
惟親
(惟親系始祖)
　　　　　┣━━━┳━━━━┓　　　　┃　　　　　　　　　　　　　┃
 　　　　
保義
　
秩父行重
　
秩父行高
　　
泰行
　　　　　　　　　　　　
泰親

　　　　　┣━━━┳━━━━┓　　　　　　　　　　　　　　　　　　┃
 　　　　
行家
　
吉島行遠
　
富野行義
　　　　　　　　　　　　　　　　
重蓮

　　　　　┃　　　　　　　　　　　　　　　　　　　　　　　　　　　┃
 　　　　
重行
　　　　　　　　　　　　　　　　　　　　　　　　　　
繁行

　　　　　┃　　　　　　　　　　　　　　　　　　　　　　　　　　　┃
 　　　　
朝行
　　　　　　　　　　　　　　　　　　　　　　　　　　
家親

　　　　　┣━━━┓　　　　　　　　　　　　　　　　　　　　　　　┃
 　　　　
為行
　　
忠行
　　　　　　　　　　　　　　　　　　　　　　
親満

　　　　　┃　　　┃　　　　　　　　　　　　　　　　　　　　　　　┃
 　　　　
延行
　　
氏行
　　　　　　　　　　　　　　　　　　　　　　
光行

　　　　　┃　　　┃　　　　　　　　　　　　　　　　　　　　　　　┃
 　　　　
高行
　　
吉行
　　　　　　　　　　　　　　　　　　　　　　
家氏

　　　　　┃　　　┣━━┳━━┓　　　　　　　　　　　　　　　　　┃
 　　　　
行春
　　
幹行
　
行広
　
盛行
　　　　　　　　　　　　　　　　
元行

　　　　　┃　　　┃　　　　　　　　　　　　　　　　　　　　　　　┃
 　　　　
盛行
　　
守行
　　　　　　　　　　　　　　　　　　　　　　
益行

　　　　　┃　　　　　　　　　　　　　　　　　　　　　　　　　　　┃
 　　　　
宗行
　　　　　　　　　　　　　　　　　　　　　　　　　　
国行

　　　　　┃　　　　　　　　　　　　　　　　　　　　　　　　　　　┃
 　　　　
持行
　　　　　　　　　　　　　　　　　　　　　　　　　　
隆行

　　　　　┃　　　　　　　　　　　　　　　　　　　　　　　　　　　┃
 　　　　
広家
　　　　　　　　　　　　　　　　　　　　　　　　　　
家行

　　　　　┣━━━┓　　　　　　　　　　　　　　　　　　　　　　　｜
 　　　　
行忠
　　
繁次
　　　　　　　　　　　　　　　　　　　　　　
就忠
(児玉元実次男)
　　　　　┃　　　　　　　　　　　　　　　　　　　　　　　　　　　┣━━┳━━┓
 　　　　
弘家
　　　　　　　　　　　　　　　　　　　　　　　　　　
元良
　
春種
  
元輔

　　　　　┣━━━━━━━━━━━┳━━━━━┳━━┳━━┓　　　┣━━┳━━┳━━━┓
 　　　　
元実
　　　　　　　　　　
元保
　　　　
元為
　
就近
　
就秋
　　
元兼
　
景唯
　
元次
 　
二ノ丸殿
＝
毛利輝元

　　　　　┣━━┳━━┓　　　　　┣━━┓　　│　　　　　 　　 　　　　　　　　　 　　　　 ┣━━━━┓
 　　　　
就兼
　
就忠
　
就方
　　　　
元茂
　
就時
　
就秋
　　　　　　　　　　　　　　　　  　　　　
秀就
　　　
就隆

　　　　　┣━━┓　　┣━━┓　　┃　　　　　　　　　　　　　　　　　　　　　　　 　　  (
長州藩
主)(
徳山藩
主)
 　　　　
就光
　
就安
　
就英
　
景栄
　
元言

　　　　　┣━━┓　　　　　　　　┃
　　　　 
元村
　
元房
　　　　　　　
就茂

　　　　　┃　　　　　　　　　　　┃
　　　　 
元光
　　　　　　　　　　
就次
```

#### 系譜未分類
- 児玉時国：13世紀頃の人物。

#### 伯爵児玉家
```
　　

児玉半九郎

　　┃

児玉源太郎
(源太郞)
 　 ┣━━━━━┳━━━━━┓
 
児玉秀雄
　　
児玉友雄
　　
児玉九一

    │
 
児玉忠康

　　┣━━━┳━━━┳━━━┓
　児玉健　
児玉進
  児玉實  児玉博
```

## 史跡
- 児玉神社
- 玉蓮寺